# 安藤みゆき
安藤 みゆき（あんどう みゆき、8月6日 - ）は、日本のシンガーソングライター・作詞家・作曲家である。本名は安藤 ミユキ（あんどう ミユキ、名前の漢字表記は非公開）。所属事務所は有限会社メイルフォ。以前は芸名『beautyANDsnow（ビューティーアンドスノー）』『ビュースノ』で活動していた。
神奈川県横浜市出身。日本福祉大学社会福祉学部社会福祉学科卒業。

## 経緯
大学時代にJAZZ研究会に所属し、そこで念願のバンド活動を開始する。その後JAZZの他に、ポップス・ラテン、ゴスペルなど様々なジャンルでの活動を経て、2008年よりオリジナルの楽曲によるソロ活動を開始。 
ソロとしてアルバム５作品、ベストアルバム1作品、またメロディーレコーズよりファーストシングル 「きっとよくなる / 感謝」を発売。
シンガーソングライターとしての初ライブは2009年7月21日名古屋で行われ、その時にはソロでの出演の他に、まきえいことのユニット「Wings！」としても出演している。
現在は歌手としての活動の他、ラジオ日本の「突撃！日本の歌道中」をはじめ、かわさきFM、東海ラジオやテレ玉などのMCとしても活躍中である。
2015年2月3日より、有限会社メイルフォ所属歌手として活動を始めている。
2016年春には「歌謡曲」シリーズを開始し、歌謡曲シリーズ第１弾シングル「答えはひとつ / 夢追い旅」を発売。
2019年、Gospel-M Select としての活動も開始。6月にファーストシングル「地球～この星に生まれて～」を発売した。

## 人物・エピソード
- 母は歌手の安藤栄子（あんどう えいこ）[3]。

- 先天性右前腕欠損。子供時代は能動義手を使っていたが、現在は何も着けず自然体で過ごしている。

- 仕事によって装飾義手を着けていることもある。

- 筋電義手の制作や、研究の手伝いをしていたこともあった。

- 「歌を届けようキャンペーン」では、本人製作の無料試聴CDを全国に発信。[4]

- 活動開始当初の名前「beautyANDsnow」は、学生時代の大ファンだった『DREAMS COME TRUE』の中村正人にラジオネームとして付けて貰ったものである。[5]

## ディスコグラフィー

### シングル
| 2014年12月3日発売                | １ きっとよくなる                        |
| １ｓｔシングル「きっとよくなる」 | ２ 感謝                                  |
| オリジナルカラオケ付             | ３ きっとよくなる (オリジナル・カラオケ) |
| ４曲入り ￥1,234                 | ４ 感謝 (オリジナル・カラオケ)           |

| 2015年4月1日発売           | 1「NAGOYA♡ TYPE A」                                           |
| ビュースノ配信限定シングル | 1 「NAGOYA♡ TYPE B」                                          |
| 「NAGOYA♡ TYPE A」         |                                                               |
| 「NAGOYA♡ TYPE B」         | ビュースノの歌謡曲シリーズ 歌い方とコーラスなどが違う２タイプ |
| 各 200円                   | それぞれiTunes・レコチョクなどにて好評配信中                  |

| 2016年2月5日ダウンロード発売 | 1 夢追い旅 |
| 「夢追い旅」                 |            |

| 2017年7月19日発売         | 1.答えはひとつ                          |
| ２ndシングル              | 2.夢追い旅                              |
| 「答えはひとつ/夢追い旅」 | 3.答えはひとつ (オリジナル・カラオケ)   |
| \1,257円（税込）          | 4.夢追い旅 (オリジナル・カラオケ)       |
|                           | 5.答えはひとつ (コーラスあり・カラオケ) |
|                           | 6.夢追い旅 (コーラスあり・カラオケ)     |

### アルバム
| 2009年7月19日発売     | 1「感謝」                                         |
| １stアルバム「aiueo」 | 2 「きっとよくなる」                              |
| ６曲入 ￥1,500        | 3 「クリスタルの光」                              |
|                       | 4 「結婚記念日 ～For Your Wedding Anniversary～」 |
|                       | 5「こころ」                                       |
|                       | ボーナストラック 「Lock On Ⅱ」                    |

| ２ndアルバム（２枚同時発売） | １ 未来の花                                  |
| 2011年1月10日発売            | ２ Destiny Dinner                            |
| 「next」                     | ３ surf there                                |
| 11曲入 ￥3,000               | ４ おなじ空の下、同じ道のうえ                |
|                              | ５ Will Go！                                 |
|                              | ６ 宇宙～beautyANDsnow solo ver.             |
|                              | ７ Hold On～beautyANDsnow solo ver.          |
|                              | ８ Birth～beautyANDsnow solo ver.            |
|                              | ９ やさしいうた～beautyANDsnow solo ver.     |
|                              | 10 この星にうまれて～beautyANDsnow solo ver. |
|                              | 11 Begin                                     |

| 「extension」  | １ クリスタルの光～Live Arrange                                  |
| ６曲入 ￥1,500 | ２ 感謝～sion arrange                                            |
|                | ３ あなたの声                                                    |
|                | ４ 癒しアンコールワット                                          |
|                | 「クリスタルの光」「やさしいうた」「この星に生まれて」「こころ」 |
|                | ５ ノリノリアンコールワット                                      |
|                | 「Birth」「宇宙」「日常のかけら」「Lock OnⅡ」                    |
|                | ６おなじ空の下、同じ道のうえ～sion arrange                       |

| カラオケアルバム（２枚同時発売） | １ クリスタルの光～Live Arrange                                                    |
| 2011年4月18日発売                | ２ 感謝～sion arrange                                                              |
| 「あなたが歌う                   | ３ あなたの声                                                                      |
| 『aiueo』＆『extension』」       | ４ 癒しアンコールワット～クリスタルの光 / やさしいうた / この星に生まれて / こころ |
| カラオケ10曲入 ￥2,000           | ５ ノリノリアンコールワット～Birth / 宇宙 / 日常のかけら / Lock On II              |
|                                  | ６ おなじ空の下、同じ道のうえ～sion arrange                                        |
|                                  | ７ きっとよくなる                                                                  |
|                                  | ８ 結婚記念日～For Your Wedding Anniversary～                                      |
|                                  | ９ こころ                                                                          |
|                                  | 10 Lock On II                                                                      |
| 「あなたが歌う『next』」         | 1 未来の花                                                                         |
| カラオケ11曲入 ￥2,000           | 2 Destiny Dinner                                                                   |
|                                  | 3 surf there                                                                       |
|                                  | 4 おなじ空の下、同じ道のうえ                                                       |
|                                  | 5 Will Go!                                                                         |
|                                  | 6 宇宙～beautyANDsnow solo ver.                                                    |
|                                  | 7 Hold On～beautyANDsnow solo ver.                                                 |
|                                  | 8 Birth～beautyANDsnow solo ver.                                                   |
|                                  | 9 やさしいうた～beautyANDsnow solo ver.                                            |
|                                  | 10 この星に生まれて～beautyANDsnow solo ver.                                       |
|                                  | 11 Begin                                                                           |

| 「da4.043～だしおしみ」 | 1 まっすぐに                   |
| 全8曲\2,000             | 2 叶うはずあなたの夢           |
|                         | 3 ありがとうって・・・         |
|                         | 4 日常のかけら                 |
|                         | 5 一緒に・・・                 |
|                         | 6 夢をつかめ                   |
|                         | 7 一億年の眠り                 |
|                         | ボーナストラック 「YOKOHAMA♡」 |

| 2015年6月7日発売                | 1 ai dance                                                    |
| 「beautyANDsnowベストアルバム」 | 2 Saying                                                      |
| 8曲入 \3,240                    | 3 未来の花                                                    |
|                                 | 4 こころのメーター上げて                                      |
|                                 | 5 タイムマシン                                                |
|                                 | 6 あじさい                                                    |
|                                 | 7 YOKOHAMA♡                                                   |
|                                 | 8 組曲〜Wake Up！ （by Wings!（ビュースノ＆シャスティーナ）） |
|                                 |                                                               |
|                                 | All編曲、サウンドプロデュース：corin.                         |

| 2016年4月1日発売(Amazon限定) | 1 「夢追い旅」（ただいまPV好評公開中）                                         |
| 安藤みゆき名義CD第一弾       | 2 「汐留ラブロケーション」（ラジオ日本「突撃！日本の歌道中」オープニング）     |
| 「夢追い旅」                 | 3 「ねえ、お願い」（ラジオ日本「突撃！日本の歌道中」内コーナージングル使用曲） |
| \2,000円（税別）             | 4 「てtoて」（「てtoてプロジェクト」テーマソング）                             |

| 2017年1月11日発売            | 1.答えはひとつ         |
| 安藤みゆき名義アルバム第一弾 | 2.汐留ラブロケーション |
| 「答えはひとつ」             | 3.NAGOYA♡ TYPE B       |
| \3,300円（税込）             | 4.夢追い旅             |
|                              | 5.こころ               |
|                              | 6.きっとよくなる       |
|                              | 7.ねえ、お願い         |
|                              | 8.てtoて               |
|                              | 9.クリスタルの光       |
|                              | 10.Lock On Ⅱ           |

### DVD
| ●ライブDVD                 | 1 Will Go!                                 |
| 「Will Go！                | 2 きっとよくなる                           |
| ～未来は自分で作り出せる」 | 3 結婚記念日～For Your Wedding Anniversary |
| 全11曲\4,800               | 4 叶うはずあなたの夢                       |
|                            | 5 宇宙～beautyANDsnow solo ver.            |
|                            | 6 Hold On～beautyANDsnow solo ver.         |
|                            | 7 未来の花                                 |
|                            | 8 Destiny Dinner                           |
|                            | 9 おなじ空の下、同じ道のうえ               |
|                            | 10 あなたの声                              |
|                            | 11 感謝～sion arrange                      |

| ●ライブDVD                | 1 てtoて                                                      |
| ビュースノ ワンマンライブ | 2 Saying                                                      |
| 『てtoて２０１５春』      | 3 未来の花                                                    |
| \5,400円(税込)            | 4 こころのメーター上げて                                      |
|                           | 5 あじさい                                                    |
|                           | 6 YOKOHAMA♡                                                   |
|                           | 7 NAGOYA♡ TYPE B                                              |
|                           | 8 組曲〜Wake Up！ （by Wings!（ビュースノ＆シャスティーナ）） |
|                           | 9 タイムマシン                                                |

## 出演

### テレビ番組
- テレビ埼玉 : 毎週日曜日 朝8：15 -
- ぐんまTV : 毎週金曜日 10：00 -
- とちぎTV : 毎週木曜日11：35 -
- 岐阜放送 : 毎週月曜日 11：15 - 11：30
- 「安藤みゆきと小桜舞子の歌の彩は（いろは）」 番組MC担当

### ラジオ
- 東海ラジオ：毎週月曜日 朝5：20 -「安藤みゆきのビュースノラジオ」
- かわさきFM：毎週金曜日 14：00 -「安藤みゆきの縁むすび」（生放送）
- ラジオ日本：毎週金曜日 22：30 -「突撃！日本の歌道中」 ※母、安藤栄子との母娘MC番組[3]